# Algona (Washington)
Algona è un comune degli Stati Uniti d'America nella Contea di King nello Stato di Washington. Nel censimento del 2010 aveva 3 014 abitanti. Fa parte dell'area metropolitana di Seattle.

## Società

### Evoluzione demografica
Nel censimento del 2000, si contavano 2 460 abitanti, 845 famiglie e 643 famiglie che risiedono nella città. La densità della popolazione era di 703,6 per chilometro quadrato.
La popolazione del comune risultava così suddivisa per età: 30,7% sotto i 18 anni, 6,8% con un'età compresa tra i 18 e i 24 anni, 36,6% con un'età compresa tra i 25 e i 44 anni, 25,9 % con più di 45 anni. L'età media era di 34 anni. Per ogni 100 femmine vi erano 107,6 maschi. Per ogni 100 femmine di 18 anni e oltre, c'erano 104,8 maschi.
Il reddito pro capite era di 19.734$ (15.098 €).